# 大八木千尋
大八木 千尋（おおやぎ ちひろ、1963年（昭和38年）7月26日 - ）は、日本の体操選手。1984年ロサンゼルスオリンピックに出場、女子団体総合で6位に入賞した。